# 리디야 스코블리코바
리디야 스코블리코바(러시아어: Лидия Павловна Скобликова, 1939년 3월 8일~)는 소련의 여자 스피드스케이팅 선수이다.
1960년 미국 스코밸리에서 열린 제8회 동계올림픽에 참가, 1500m와 3000m에서 금메달을 따며 2관왕에 올랐다. 1964년 오스트리아 인스브루크에서 열린 제9회 동계올림픽에서는 500m, 1000m, 1500m, 3000m 등 당시 여자 스피드스케이팅에 걸린 4개의 금메달을 모두 따내며 4관왕이 되었다. 당시 동계올림픽에서 남녀를 통틀어 한 번에 가장 많은 금메달을 딴 주인공으로 기록되었으며, 여자 선수로는 2014년까지 그 기록은 깨지지 않고 있다. 1964년 동계올림픽 후 은퇴했으나, 1967년 복귀하여 3000m 세계신기록을 세웠다. 역사상 가장 뛰어난 기록을 낸 스피드스케이팅 선수이다.

## 같이 보기
- 올림픽 다관왕 목록